# فرودگاه شهرستان سچویلکیلل
فرودگاه شهرستان سچویلکیلل (به انگلیسی: Schuylkill County Airport) (به زبان بومی: Schuylkill County/Joe Zerbey Airport) یک فرودگاه همگانی است که یک باند فرود آسفالت دارد و طول باند آن ۱۴۰۰ متر است. این فرودگاه در کشور ایالات متحده آمریکا قرار دارد و در ارتفاع ۵۲۹ متری از سطح دریا واقع شده است.